# Eucalyptus scyphocalyx
Eucalyptus scyphocalyx är en myrtenväxtart som först beskrevs av Ferdinand von Mueller och George Bentham, och fick sitt nu gällande namn av Joseph Henry Maiden och William Faris Blakely. Eucalyptus scyphocalyx ingår i släktet Eucalyptus och familjen myrtenväxter. Inga underarter finns listade i Catalogue of Life.